# ヘラルド・トラード
- ヘラルド・トラド

ヘラルド・トラード・ディエス・デ・ボニージャ（Gerardo Torrado Díez de Bonilla, 1979年4月30日 - ）は、メキシコ・メキシコシティ出身の元同国代表サッカー選手。現役時代のポジションはミッドフィールダー。

## 経歴

### クラブ
メキシコシティの地元チームであるUNAMプーマスでデビューを飾る。その後、リーガ・エスパニョーラのセグンダ・ディビシオンに所属していたCDテネリフェへと移籍、スペインへとプレーの場を移す。
テネリフェでは中盤のマルチロールとして活躍、プリメーラ・ディビシオン昇格の立役者となった2000-01シーズン終了後にポリ・エヒドへと移籍した。下部リーグで再びプレーすることになるも、ここでもチームの主力を担い、翌シーズンにはセビージャFCへの移籍を果たした。
プリメーラ・ディビシオンで迎えた2002-2003シーズンは、序盤こそ負傷し戦線離脱を強いられるもスペインの強豪チームの中で一定の地位を築いた。その後ラシン・サンタンデールを経てメキシコへ帰国。クルス・アスルでリーグ戦300試合以上に出場しキャプテンも務めた。2016年6月8日、NASLのインディ・イレブンと2年半の契約を交わした。

### メキシコ代表
メキシコ代表としては、各世代別代表を経験し1999年にA代表デビュー、同年のFIFAコンフェデレーションズカップ制覇を経験する。
その後、2002年と2006年のFIFAワールドカップ出場、CONCACAFゴールドカップを2003年と2009年に制覇するなど代表の要として君臨した。

## 代表歴

### 出場大会
- メキシコ代表
  - 2002 FIFAワールドカップ
  - 2006 FIFAワールドカップ
  - 2010 FIFAワールドカップ

### 試合数
- 国際Aマッチ 146試合 6得点（1999年-2013年）[3]

| メキシコ代表 | 国際Aマッチ | 国際Aマッチ |
| 年           | 出場        | 得点        |
| ------------ | ----------- | ----------- |
| 1999         | 12          | 1           |
| 2000         | 8           | 0           |
| 2001         | 10          | 0           |
| 2002         | 7           | 1           |
| 2003         | 0           | 0           |
| 2004         | 6           | 0           |
| 2005         | 7           | 0           |
| 2006         | 9           | 0           |
| 2007         | 19          | 2           |
| 2008         | 11          | 0           |
| 2009         | 15          | 2           |
| 2010         | 17          | 0           |
| 2011         | 14          | 0           |
| 2012         | 2           | 0           |
| 2013         | 9           | 0           |
| 通算         | 146         | 6           |

## タイトル

### クラブ
クルス・アスル
- コパ・メヒコ : クラウスーラ2013
- CONCACAFチャンピオンズリーグ : 2013-14

### 代表
メキシコ代表
- FIFAコンフェデレーションズカップ：1999
- CONCACAFゴールドカップ：2003、2007、2011

### 個人
- FIFAクラブワールドカップ 得点王：2014